# 高山村 (岡山県)
高山村（こうやまそん）は、岡山県川上郡にあった村。現在の高梁市の一部にあたる。

## 地理
成羽川支流・領家川の上流左岸の北方に位置していた。
- 山岳：大岳山、弥高山[2]

## 歴史
- 1883年（明治16年）川上郡高山村に戸長役場を設置[2]。
- 1889年（明治22年）6月1日、町村制の施行により、川上郡高山村、高山市村、大原村が合併して村制施行し、高山村が発足[1][2]。旧村名を継承した高山、高山市、大原の3大字を編成[2]。役場を大字高山字札場の第7部戸長役場に置いたが、その後、字角屋に移転[2]。
- 1929年（昭和4年）字角屋の役場は、隣接地に新築寄付された新庁舎に移転[2]。
- 1954年（昭和29年）4月1日、川上郡手荘町、大賀村と合併し、川上町を新設して廃止された[1][2]。合併後、川上町大字高山・高山市・大原となる[2]。

### 地名の由来
川上郡南部で最も高い地域の意。昔から当地域一帯は高山と称されていた。

## 産業
- 農業[2]

## 教育
- 1888年（明治21年）尋常明義小学校新築移転[2]。1901年（明治34年）高山尋常高等小学校の高等科を3年制とした[2]。
- 1947年（昭和22年）高山村三原村学校組合立弥高中学校開校[2]。